# ورزشگاه امام علی
ورزشگاه امام علی ورزشگاه خانگی باشگاه فوتبال گل‌گهر سیرجان است. این ورزشگاه در واقع بخشی از مجموعه ورزشی امام علی سیرجان است؛ که بازی‌های خانگی  آرمان گهر سیرجان در این ورزشگاه برگزار می‌شود.

## بازسازی
این ورزشگاه در سال ۱۳۹۸ برای میزبانی بازی‌های گل‌گهر سیرجان در لیگ برتر خلیج فارس بازسازی شد. اجرا و گسترش سکوهای تماشاگران، نصب ۴ عدد برج نور اطراف زمین بازی، ساخت رختکن بازیکنان و داوران، گیت‌های کنترلی ورود و خروج تماشاگران، اجرای ساختمان VIP، نیمکت‌های ذخیره بازیکنان، زون‌بندی سکوهای تماشاگران، محوطه‌سازی ورزشگاه، استفاده از باکیفیت‌ترین دوربین‌های مداربسته برای کنترل سکوها، ساخت سرویس‌های بهداشتی و مواردی از این دست با هزینه‌ای بالغ بر ۲۸۰ میلیارد ریال برای بازسازی ورزشگاه انجام شد. همچنین اجرای برخی اقدامات نظیر تأمین دیزل ژنراتور برای تامین برق مورد نیاز ورزشگاه در هنگام قطع برق احتمالی در دستور کار قرار گرفت.